# Даугавгривский маяк
Даугавгривский (Усть-Двинский) маяк — один из маяков Риги, расположенный на левом берегу Даугавы вблизи от места её впадения в Рижский залив.

## История
Впервые маяк в Дюнамюнде, небольшой хорошо укреплённой местности в окрестностях Риги, был отмечен на карте Риги в 1536 году, во времена господства феодальных сеньоров — Ливонского ордена и Рижского архиепископа, которые последовательно боролись друг с другом за контроль над стратегически значимым устьем Двины.
5 декабря 1582 года король Речи Посполитой Стефан Баторий (Stephanus Rex) издал приказ о строительстве маяка на Даугавгриве.
Позже, в 1721 году по приказу морского ведомства при императоре Петре I была проведена всероссийская перепись маяков — тогда же в казённых документах было дано схематичное описание Усть-Двинского маяка, который представлял собой каменную кладку, на вершине которой горел костёр.
После 1788 года огонь стали разводить на верхней платформе пристроенной к маяку деревянной вышки.
В начале 1810-х годов было принято решение обустроить семафорную линию по новейшему требованию техники, которая шла от Усть-Двинского маяка до колокольни рижской Домской церкви. В 1812 году эта линия была открыта в присутствии губернских чиновников военно-морского департамента.
Маяк уцелел во время Отечественной войны 1812 года (в отличие от рижских форштадтов, которые были сожжены), а в 1818 году была сооружена новая, более высокая и массивная деревянная башня на каменном цоколе, после появления которой поменялся «стиль» освещения. Старому принципу костра пришёл на смену способ освещения с помощью масляных фонарей, оснащённых рефлекторами. В 1820-е годы вся Рига по задумке губернских администраторов фактически впервые в своей длительной истории постепенно переходила на освещение улиц «публичными» масляными фонарями.
На начальном этапе Крымской войны (1854 год) по приказу военного коменданта Усть-Двинска деревянная надстройка маяка оказалась почти полностью снесённой по стратегическим соображениям. Цоколь стал служить вместилищем для пушечного арсенала Усть-Двинской крепости. Однако через некоторое время (1857 год), после окончания Крымской войны, деревянную башню благоразумно восстановили. В 1863 году была установлена новая, гораздо более современная и надёжная чугунная башня сборной конструкции, которая указывала верное направление морякам уже белыми проблесковыми огнями.
В 1915 году башня была взорвана, исходя из стратегических соображений — линия фронта неотвратимо приближалась к Риге, не готовой к вторжению кайзеровской армии.
В период существования парламентской Латвии в 1921 году строится башня цилиндрической формы; в качестве материала для строительства башни выступает прочный железобетон, а маяк функционирует с помощью белого проблескового огня.
В 1944 году в ходе поспешного отступления военные подразделения вермахта и люфтваффе взрывают и эту башню маяка.
В 1945 году, уже после освобождения территории Риги и Латвии, строится временная башня из дерева, а в 1957 году был оборудован современный комплекс, который состоял из специального туманного сигнала, радиомаяка, а также была построена цилиндрическая железобетонная башня с белым проблесковым огнём, которая достигает в высоту 35 метров над уровнем моря.